# Gran Hacienda
Gran Hacienda är en ort i Mexiko.   Den ligger i kommunen Celaya och delstaten Guanajuato, i den centrala delen av landet, 220 km nordväst om huvudstaden Mexico City. Gran Hacienda ligger 1 757 meter över havet och antalet invånare är 378.
Terrängen runt Gran Hacienda är en högslätt. Runt Gran Hacienda är det tätbefolkat, med 881 invånare per kvadratkilometer. Närmaste större samhälle är Celaya, 6,2 km sydost om Gran Hacienda. Trakten runt Gran Hacienda består till största delen av jordbruksmark.